# Leopold Infeld
Leopold Infeld (20 de agosto de 1898, Cracovia – 15 de enero de 1968, Varsovia) fue un físico polaco que trabajó principalmente en Polonia y Canadá (1938–1950). Fue académico de la Universidad de Cambridge (1933–1934) y miembro de la Academia de Ciencias de Polonia.
Nacido en una familia de judíos polacos de Cracovia, entonces parte del Imperio Austro-húngaro y a partir de 1918 parte de la actual Polonia. Estudió física en la Universidad Jagellónica donde obtuvo su doctorado en 1921.
Se mostró interesado en la teoría de la relatividad, habiendo trabajado con Albert Einstein y Banesh Hoffmann en la Universidad de Princeton (1936–1938), con el que cooperaría en la formulación de las ecuaciones que describen el movimiento de las estrellas. También trabajó como asistente y docente en la Universidad de Lviv (1930–1933) y en la Universidad de Toronto entre 1939 y 1950.
Después de los primeros ataques con armas nucleares en 1945, Infeld, al igual que Einstein, se convirtió en activista por la paz. A causa de sus actividades fue injustamente acusado de simpatizar con el comunismo. En 1950 dejó Canadá para volver a la Polonia comunista con el propósito de ayudar a mejorar la ciencia en su país de origen, devastado por la Segunda Guerra Mundial. En el duro clima anticomunista de la época, los medios de comunicación y algunos políticos de Canadá temían que, al trabajar en un país comunista, podría revelar secretos relativos al armamento nuclear. Por ello, se le retiró la ciudadanía canadiense y fue acusado de traición. En realidad, Infeld se había especializado en aspectos de la teoría de la relatividad no relacionados directamente con la investigación sobre armas nucleares.
Después de su regreso a Polonia, Infeld pidió una excedencia temporal a la Universidad de Toronto, pero al serle denegada tuvo que renunciar a su plaza de profesor. En 1995, la Universidad de Toronto le reconoció póstumamente con el título de profesor emérito.
Una vez en Polonia, Infeld trabajó como profesor en la Universidad de Varsovia, puesto en el que se mantuvo hasta su fallecimiento en 1968.
En 1955, Infeld fue uno de los once firmantes del Manifiesto Russell-Einstein, el único de ellos que nunca recibió un Premio Nobel, aunque en 1964 fue propuesto candidato. Infeld también escribió conjuntamente con Einstein "La evolución de la Física", una historia de las teorías físicas desde el siglo XVII hasta el XX ampliamente divulgada.
Como autor literario escribió "Quest: An Autobiography" y la novela biográfica "El elegido de los dioses: la historia de Evariste Galois."

## Obras
- Infeld, Leopold (1974). El elegido de los dioses. Siglo XXI. ISBN 968-23-0045-2. (Novela biográfica sobre la vida de Évariste Galois)
- Quest: an autobiography, AMS Chelsea Publishing, 1941
- Albert Einstein, su obra y su influencia en el mundo de hoy, Editorial Leviatán, Buenos Aires, 1983, 195 páginas

Con Albert Einstein:
- La física, aventura del pensamiento : el desarrollo de las ideas desde los primeros conceptos hasta la relatividad y los cuantos, traducción del inglés por Rafael Grinfeld, Editorial Losada, Colección Ciencia y Vida, Buenos Aires, 1961, 254 p., ISBN 950-03-0195-4
- La evolución de la física, Biblioteca científica Salvat, Barcelona, 1986, 221 p., ISBN 84-345-8246-5

Con Max Born:
- Los recuerdos de Einstein, Union Verlag, Berlín, 1969

Con Jerzy Plebański:
- Movimiento y Relatividad, Pergamon Press, Londres, 1960